# Rivière Chiskal
Rivière Chiskal är ett vattendrag i Kanada.   Det ligger i provinsen Québec, i den östra delen av landet, 900 km nordost om huvudstaden Ottawa.
I omgivningarna runt Rivière Chiskal växer i huvudsak barrskog. Trakten runt Rivière Chiskal är nära nog obefolkad, med mindre än två invånare per kvadratkilometer.